# جوها لیند
جوها لیند (انگلیسی: Juha Lind؛ زادهٔ ۲ ژانویهٔ ۱۹۷۴) بازیکن هاکی روی یخ اهل فنلاند است.
از باشگاه‌هایی که در آن بازی کرده‌است می‌توان به مونترآل کانادینز اشاره کرد.